# شهرستان چسکا لیپا
ناحیهٔ تشسکا لیپا (به چکی: Česká Lípa District) یک ناحیه در جمهوری چک است که در منطقه لیبرتس واقع شده‌است. ناحیهٔ تشسکا لیپا ۱٬۰۷۲٫۹۱ کیلومتر مربع مساحت و ۱۰۵٬۶۶۲ نفر جمعیت دارد.